# Cotorăști
Cotorăști falu Romániában, Fehér megyében.

## Fekvése
Remete közelében fekvő település.

## Története
Cotorăşti korábban Remete része volt, 1956 körül vált külön, ekkor 270 lakosa volt.
1966-ban 251, 1977-ben 221, 1992-ben 139, 2002-ben pedig 107 román lakosa volt.